# VFC Plauen
El VFC Plauen es un equipo de fútbol de Alemania que juega en la NOFV-Oberliga Süd, la quinta liga de fútbol más importante del país.

## Historia
Fue fundado el 27 de mayo de 1903 en la ciudad de Plauen cn el nombre 1. Vogtländischer Fußballclub Plauen y jugaba en la VMFV (Verband Mitteldeutschland Fußball Verein or Federation of Middle German Football Teams), donde ganaron 2 títulos. Con la reorganización del fútbol alemán durante el Tercer Reich, jugaron en la Gauliga Sachsen, una de las 16 ligas creadas bajo la nueva orgsnización.
Cuando terminó la Segunda Guerra Mundial, las fuerzas alidas tomaron Alemania y desaparecieron a todas las organizaciones existentes, incluyendo a las deportivas; siendo el club restablecido en 1945 con el nombre SG Plauen-Süd, y en 1949 pasó a llamarse ZSG Zellwolle Plauen; y un año más tarde se llamaron BSG Rotation Plauen. Ese mismo año se fusionarían con el BSG Sachsenverlag Plauen, ascendiendo al segundo nivel a Alemania Occidental un año más tarde hasta que la liga fuera restructurada en 1955, cuando el equipo pasó a llamarse BSG Wismut Plauen.
Retornaron al segundo nivel con el nombre BSG Motor WEMA Plauen en 1964 hasta su descenso en 1973, pasando en los niveles más bajos del fútbol en Alemania Occidental hasta la Reunificación de Alemania en 1990 y reclamaron su nombre original 1. VFC 1990 Plauen. Tras ganar la Landesliga Sachsen lograron ascender a la NOFV-Oberliga Süd, donde en su año de debut fue un desstre, recibiendo 108 goles y solamente anotaron 12, aunque en 1994 volvieron a ganar la Landesliga y retornaron a la NOFV-Oberliga Süd, logrando ascender a la Regionalliga Nordost en 1996, pero por la reestructuración de la liga en el año 2000, descendieron de nuevo a la NOFV-Oberliga Süd (IV).

## Palmarés
- Landesliga Sachsen (V): 2

1991, 1994
- NOFV-Oberliga Süd (IV): 1

2004
- Sachsenpokal (Copa de Sajonia): 2

1999, 2004

## Jugadores

### Jugadores destacados
- Krasimir Balakov